# Stazione di Lucera
La stazione di Lucera è la stazione ferroviaria capolinea della linea Foggia-Lucera, a servizio dell'omonima città.

## Storia
La stazione di Lucera venne attivata il 31 luglio 1887 come capolinea della ferrovia proveniente da Foggia.
Poiché la stazione si trovava a una certa distanza dalla città (700 metri da Porta Troia), l'amministrazione comunale fece costruire a sue spese un prolungamento della linea fino alla fermata di Lucera Città, che venne attivata il 1º luglio 1935. La stazione di Lucera rimase capolinea del traffico merci.
Il 4 ottobre 1967, a causa delle difficoltà tecniche connesse all'esercizio della breve tratta Lucera-Lucera Città, il servizio passeggeri sull'intera linea Foggia-Lucera venne soppresso e sostituito da autobus. La linea rimase in uso fino al 1974 per il traffico merci, e quindi fu chiusa definitivamente.
La stazione di Lucera venne riattivata il 14 luglio 2009, data della riapertura della linea; la breve tratta per Lucera Città tuttavia non venne ricostruita.

## Movimento
La stazione è servita dai treni delle Ferrovie del Gargano diretti alla stazione di Foggia. Il servizio prevede un orario cadenzato con frequenza pari a trenta minuti. L'inizio delle corse è fissato alle ore 4.15, mentre il loro termine avviene alle 23.30.

## Servizi
Le aree per il traffico passeggeri sono dotate di un impianto di videosorveglianza e di altoparlanti per gli annunci sonori di arrivo e partenza treni.
- Biglietteria a sportello
- Ufficio informazioni
- Ufficio oggetti smarriti
- Sala di attesa
- Servizi igienici

## Interscambi
- Fermata autobus